# Benito Lorenzi
Benito „Veleno” Lorenzi (Borgo a Buggiano, 1925. december 20. – Milánó, 2007. március 3.) olasz labdarúgócsatár.